# Moto Guzzi Breva 750
Die Moto Guzzi Breva 750, auch Moto Guzzi Breva V 750, ist ein Motorrad des italienischen Motorradherstellers Moto Guzzi, das von 2003 bis 2010 in Mandello del Lario produziert wurde. Das Naked Bike wurde 2003 als Breva V 750 i.e. eingeführt. Bei späteren Baujahren wurde die Bezeichnung zu Breva 750 gekürzt. 2006 kam die Variante Breva 750 Touring mit Koffer-Ausstattung hinzu. Die Bezeichnung bezieht sich auf den gleichnamigen thermischen Südwind Breva, der regional dafür bekannt ist, schönes Wetter zu bringen.
Dieses Motorrad mit der „Small-Block“-Antriebskonstruktion gehört nicht zur neueren, ab 2005 eingeführten Breva-Modellreihe mit dem „Big-Block“-Antrieb, sondern weist durchgängig eine ältere, stark davon abweichende Konstruktion auf.

## Technische Daten

### Antrieb
Der Motor ist eine Weiterentwicklung eines älteren, seit 1989 serienmäßig hergestellten Aggregats der 1977 eingeführten „Small-Block“-Antriebskonstruktion, jedoch mit elektronischer Einspritzung und einer neuen zweiflutigen Abgasanlage aus Edelstahl mit Drei-Wege-Katalysator und Lambdasonde so weit weiterentwickelt, dass seine Schadstoffwerte die Anforderungen der Abgasnorm Euro-2 erfüllen. Der Kraftstofftank fasst 18 Liter, woraus sich gemäß Verbrauchsangabe von 4,6 l/100 km eine theoretische Reichweite von 390 km ergibt.
Das Fünfganggetriebe ist ebenfalls eine ältere Konstruktion, wurde allerdings überarbeitet mit nun schräg verzahnten Rädern und verbesserter Schaltung, sodass es leiser arbeitet und die Gänge mit weniger Kraftaufwand einrasten.

### Fahrwerk
Das Fahrwerk besteht aus einem Stahlrohr-Doppelschleifenrahmen mit Unterzügen. Das Vorderrad wird von einer nicht einstellbaren, hydraulisch gedämpften Teleskopgabel mit 40 mm Standrohrdurchmesser und 130 mm Federweg des italienischen Zulieferers Marzocchi geführt. Die Hinterradaufhängung besteht aus einer Aluminium-Zweiarmschwinge ohne Momentabstützung sowie zwei Federbeinen mit 95 mm Federweg, bei denen nur die Federvorspannung mit einem Schlüssel einstellbar ist. Wie bei allen Guzzi-Modellen mit der sogenannten „Small-Block“-Antriebskonstruktion ist die Schwinge drehbar gelagert direkt am Getriebegehäuse angeschraubt.

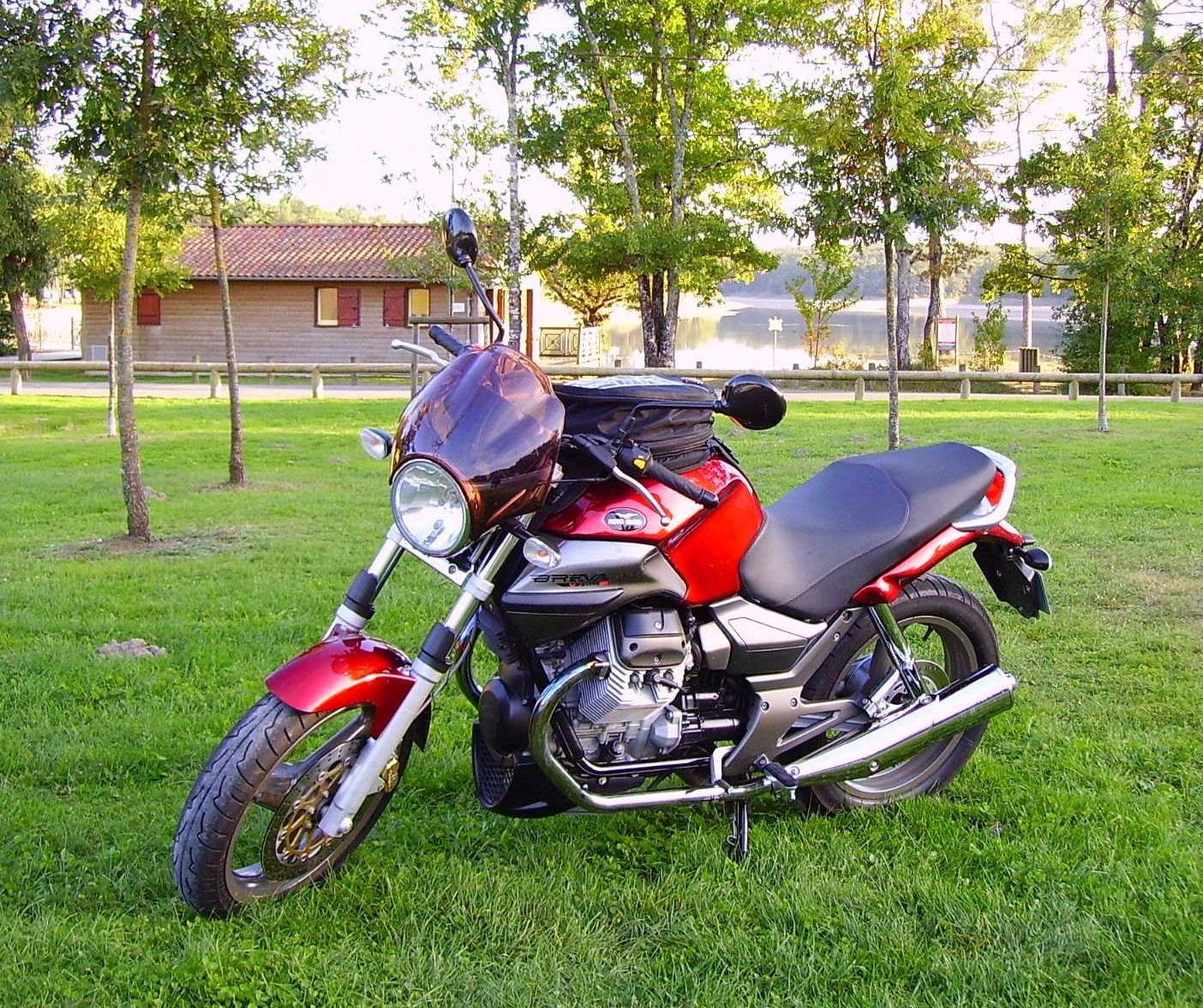
Breva V 750 i.e.: linker Auspuff